# Tiotropijum
Tiotropijum bromid (INN) je dugotrajni, 24 časovni, antiholinergijski bronhodilatator koji se koristi za kontrolu hronične opstruktivne bolesti pluća (COPD). Tiotropijum bromid kapsule za inhalaciju kopromovišu Beringer Ingelhajm i Pfizer pod imenom Spiriva. On se isto tako proizvodi i prodaje kompanija Cipla pod imenom Tiova.

## Medicinska upotreba
Tiotropijum se koristi za održavanje tretmana hronične opstruktivne bolesti pluća koji obuhvata hronični bronhitis i emfisemu. On se ne koristi za akutne eksacerbacije.

## Neželjeni efekti
Neželjeni efekti su uglavnom vezani za njegovo antimuskarinska dejstva. Česte nepoželjne reakcija lekova (≥1% pacijenata) usled tiotropijumske terapije su: suva usta i/ili iritacija grla. U retkim slučajevima (<0,1% pacijenata) tretman je asociran sa: urinarnom retencijom, konstipacijom, akutnom glaukomom, palpitacijama (supraventrikularna tahikardija i atrijalna fibrilacija) i/ili alergijom (osip, angioedem, anafilaksa).
Tiotropijum i još jedan član ove klase ipratropijum su bili povezani sa povećanim rizikom od srčanog udara, moždanog udara, i kardiovaskularne smrti. FDA je zahtevala dalja ispitivanja. Ta klinička ispitivanja su kompletirana, i adekvatno je rešena prethodna bezbednosna zabrinutost.

## Spoljašnje veze
- Spiriva
- Tiotropijum

|  | Molimo Vas, obratite pažnju na važno upozorenje u vezi sa temama iz oblasti medicine (zdravlja). |